# Pax Assyriaca

O império assírio em (verde escuro) e (verde claro).

Pax Assyriaca (Latim que significa "Paz Assíria"), foi um período relativamente de paz no Império Neoassírio durante o século VII a.C. (ca. 700-630/620 a.C.). O termo foi cunhado em paralelo com a Pax Romana.